# BPA AB
BPA AB, Bygg Produktion Aktiebolag, var ett svenskt byggbolag, som ägdes av intressen inom LO-sfären och hade täta band till bostadskoncernen Riksbyggen.

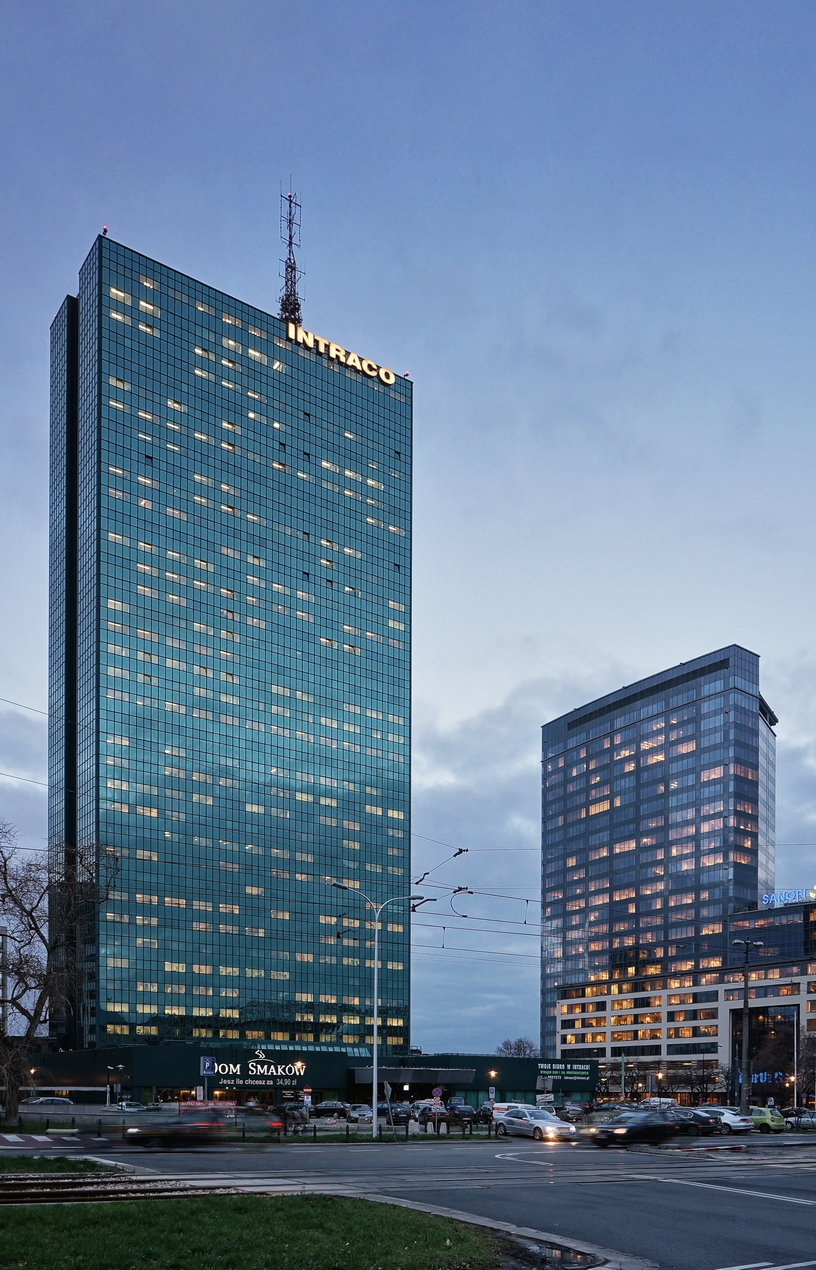
Intraco i Polen byggdes av BPA omkring år 1975

## Historia
Med inspiration från gillesocialism i Storbritannien började fackföreningar på 1920-talet att bedriva egen byggnadsverksamhet. Det första företaget av denna typ var Fackföreningarnas Byggnadsproduktion i Stockholm (FBP) som grundades 1922 av de lokala byggfackföreningarna. Första uppdraget var en Konsumbutik utanför Stockholm och verksamheten utvecklades så, att det 1967 fanns tolv fackliga produktionsföretag (byggnadsgillen) i landet. De samarbetade intimt med det 1947 grundade Riksbyggen och dess centrala byggbolag, Riksbyggens Produktions AB, bytte 1956 namn till Byggfackens Produktions AB och därmed uppstod förkortningen BPA. 
Den landsomfattande storkoncernen BPA bildades 1967 av 18 företag av vilka 12 var lokala byggnadsgillen. Därutöver blev flera LO-förbund och Kooperativa förbundet delägare. År 1986 noterades bolaget på Stockholms fondbörs.
I början av 1990-talet fick BPA ekonomiska problem i samband med den stora bank- och finanskrisen, då nära tusen fastighetsbolag gick i konkurs. LO-förbunden försökte rädda BPA och gick in med 1,6 miljarder kronor. Man fann det dock nödvändigt att sälja och större delen av företaget togs 1993 över av bröderna Erik och Mats Paulssons bolag Tre Byggare och fick namnet Peab. BPA omstrukturerades sedan till att bli ett rikstäckande installationsföretag inom VVS, el och ventilation. År 2000 fusionerades företaget med norska Telenors installationsverksamhet och bildade Bravida.
I samband med avvecklingen blev det skandal 1993 då BPA-chefen Göran Lövgrens avgångsvederlag på 50 miljoner avslöjades. BPA:s och Byggnadsarbetareförbundets ordförande Åke Wänman och LO:s ordförande Stig Malm tvingades avgå i denna affär.